# Okręg wyborczy East Cumberland
Okręg wyborczy East Cumberland powstał w 1832 r. i wysyłał do brytyjskiej Izby Gmin dwóch deputowanych. Okręg obejmował wschodnią część hrabstwa Cumberland. Został zlikwidowany w 1885 r.

## Deputowani do brytyjskiej Izby Gmin z okręgu East Cumberland
- 1832–1836: William Blamire, wigowie
- 1832–1837: James Graham, wigowie
- 1836–1847: William James, wigowie
- 1837–1840: Francis Aglionby, wigowie
- 1840–1879: Charles Wentworth George Howard, Partia Liberalna
- 1847–1868: William Marshall, Partia Liberalna
- 1868–1876: William Nicholson Hodgson, Partia Konserwatywna
- 1876–1885: Stafford Howard, Partia Liberalna
- 1879–1880: George Howard, Partia Liberalna
- 1880–1881: Richard Courtenay Musgrave, Partia Konserwatywna
- 1881–1885: George Howard, Partia Liberalna